# National Oceanic and Atmospheric Administration
De National Oceanic and Atmospheric Administration (NOAA) is in de Verenigde Staten de instantie die zich bezighoudt met meteorologie en oceanografie. Het is een agentschap van de federale overheid.
De organisatie is als zodanig te vergelijken met het Nederlandse Koninklijk Nederlands Meteorologisch Instituut (KNMI) en het Koninklijk Meteorologisch Instituut van België (KMI). De NOAA beschikt echter over veel meer middelen en heeft bijvoorbeeld haar eigen netwerk van weersatellieten.
De NOAA is op 3 oktober 1970 opgericht, nadat de Amerikaanse president Richard Nixon had voorgesteld een nieuwe organisatie in het leven te roepen voor een betere bescherming van bezittingen tegen natuurgeweld, voor een beter begrip van het milieu en voor de exploratie en ontwikkeling van natuurlijke hulpbronnen op zee.